# Йылмаз, Барыш
Барыш Алпер Йылмаз (тур. Barış Alper Yılmaz; 23 мая 2000, Ризе, Турция) — турецкий футболист, вингер турецкого клуба «Галатасарай» и сборной Турции. Участник чемпионата Европы 2024.

## Клубная карьера
Начал заниматься футболом в 2012 году, в академии родного «Ризе Озел Идареспор». Летом 2017 года перешёл в клуб Третьей лиги «Анкара Демирспор», взяв 11 номер. Дебютировал за клуб 27 сентября в домашней встрече с «Гёлькюкспором», заменив на 61-й минуте Бурака Сюрмели. В том сезоне ещё три раза появился на поле, каждый раз выходя на замену на последних минутах. В кубке дебютировал 25 октября в матче 4-го круга против «Газишехира», заменив Хасана Кая на 92-й добавленной минуте.
По итогам сезона «Анкара» заняла второе место в группе 2 и победила в плей-офф, тем самым во второй раз в своей недолгой истории заполучив право выступать во Второй лиге. Йылмаз сменил свой номер с 11 на 53. В чемпионате дебютировал 2 сентября в гостевой встрече с «Газиантепспором». Этот матч стал первым для Йылмаза в профессиональной карьере, который он начал в стартовом составе. Первый гол за клуб забил 19 января 2019 года в домашнем первом матче второго круга с «Газиантепспором» (матч закончился со счётом 6:0). Этот матч также стал первым для турка полным матчем в чемпионате. Но первый полный матч в карьере Йылмаз провёл 25 сентября 2018 года в рамках Кубка Турции.
Сезон 2018/19 «Анкара» закончила на 14 позиции, всего на очко оторвавшись от зоны вылета. Йылмаз в очередной раз сменил игровой номер: с 53 на 7. Игрок увеличил количество сыгранных матчей в чемпионате, в сравнении с предыдущем сезоном (19 против 16), но уменьшил время на поле, практически перестав выходить в стартовом составе. При этом его клуб добился своих лучших результатов в чемпионате за всю историю, заняв вторую строчку. Тем не менее, столичному клубу не удалось преодолеть стадию плей-офф, проиграв в полуфинале «Тузласпору» со счётом 0:2.
Летом 2020 года на правах свободного агента Йылмаз перешёл в другой столичный клуб — «Кечиоренгюджю», выступающий в Первой лиге, взяв себе игровой номер 53. За клуб дебютировал 12 сентября в гостевом матче с «Болуспором», заменив на 88-й минуте Кема Екинчи. Первый гол за клуб забил 20 октября в домашнем матче с «Бандырбаспором», впервые выйдя в стартовом составе. К концу сезона Йылмаз стал полноценным игроком основы, отыграв все 34 возможные игры в чемпионате и отличившись результативным действием 13 раз.
Результативный новичок вызвал интерес многих грандов турецкого и зарубежного футбола. В итоге 9 июля 2021 года «Галатасарай» покупает игрока за 2,1 миллионов евро и подписывает с ним пятилетний контракт. Йылмаз опять берёт себе 53 номер. За клуб дебютировал 28 июля в домашней встрече с «ПСВ» в рамках квалификации к Лиге Чемпионов, выйдя в стартовом составе и уйдя на замену на 67-й минуте. В Суперлиге дебютировал 23 августа в домашнем матче с «Хатайспором», заменив на 87-й минуте Софьяна Фегули. В финальной части еврокубков дебютировал 21 октября в гостевом матче группы E Лиги Европы с «Локомотивом», выйдя в стартовом составе и уйдя на замену на 67-й минуте. Первый гол забил 15 октября 2022 года в гостевом матче с «Кайсериспором», заменив в перерыве Дриса Мертенса и забив единственный гол своей команды на 86-й минуте (2:1).
4 мая 2023 года продлил контракт с клубом до конца сезона 2026/27. 30 мая в домашнем матче против «Анкарагюджю» вышел на поле на 65-й минуте, заменив Казымджана Караташа, и на 73-й минуте забил третий гол своей команды. В итоге «Галатасарай» обыграл столичный клуб со счётом 4:1 и за два тура до конца чемпионата обеспечил себе титул. Стамбульский клуб получил путёвку в отбор к Лиге чемпионов, который прошёл и попал в группу А. В турнире Йылмаз дебютировал 20 сентября в домашней игре с «Копенгагеном», заменив на 68-й минуте Хакима Зиеша. Тот сезон стал для игрока лучшим по системе гол+пас: он забил 7 голов и отдал 12 голевых передач, в том числе 6 голов и 7 передач — в чемпионате, чем помог клубу защитить чемпионский титул. 2 апреля 2024 года сыграл свой 100-й матч за клуб.

## Карьера в сборной
Дебютировал за молодёжную сборную 26 марта 2021 года в товарищеском матче с молодёжной сборной Хорватии, выйдя на замену Кемали Сертелу после перерыва и отличившись забитым голом (матч закончился со счётом 4:1 в пользу хорватов). В составе сборной участвовал в отборе к молодёжному Евро, отыграв 6 матчей из 8.
За национальную сборную дебютировал 13 ноября 2021 года в домашнем матче квалификации к Чемпионату мира со сборной Гибралтара, выйдя в стартовом составе. Также вышел на поле в гостевом матче с Черногорией. Вызов в сборную Йылмаза был обоснован травмой Дженгиза Ундера. 12 октября 2023 года в гостевом матче квалификации к Чемпионату Европы против сборной Хорватии ударом из-за пределов штрафной забил первый гол за сборную, принеся «лунным звёздам» важные три очка, позволившие в конечном итоге квалифицироваться на Евро с первого места в таблице.

## Клубная статистика
| Клуб             | Сезон            | Лига | Лига | Кубок страны | Кубок страны | Еврокубки | Еврокубки | Итого | Итого |
| Клуб             | Сезон            | Игры | Голы | Игры         | Голы         | Игры      | Голы      | Игры  | Голы  |
| ---------------- | ---------------- | ---- | ---- | ------------ | ------------ | --------- | --------- | ----- | ----- |
| Анкара Демирспор | 2017/18          | 4    | 0    | 2            | 0            | —         | —         | 6     | 0     |
| Анкара Демирспор | 2018/19          | 16   | 1    | 1            | 0            | —         | —         | 17    | 1     |
| Анкара Демирспор | 2019/20          | 19   | 0    | 1            | 0            | —         | —         | 20    | 0     |
| Анкара Демирспор | Итого            | 39   | 1    | 4            | 0            | 0         | 0         | 43    | 1     |
| Кечиоренгюджю    | 2020/21          | 34   | 8    | 2            | 0            | —         | —         | 36    | 8     |
| Кечиоренгюджю    | Итого            | 34   | 8    | 2            | 0            | 0         | 0         | 36    | 8     |
| Галатасарай      | 2021/22          | 17   | 0    | 1            | 0            | 3         | 0         | 21    | 0     |
| Галатасарай      | 2022/23          | 25   | 4    | 5            | 0            | —         | —         | 30    | 4     |
| Галатасарай      | 2023/24          | 37   | 6    | 3            | 1            | 14        | 0         | 53    | 6     |
| Галатасарай      | Итого            | 79   | 10   | 9            | 1            | 17        | 0         | 104   | 10    |
| Всего за карьеру | Всего за карьеру | 152  | 19   | 15           | 1            | 17        | 0         | 183   | 19    |

## Достижения

### Клубные
«Галатасарай»
- Чемпион Турции (2): 2022/23, 2023/24, 2024/25
- Обладатель Кубка Турции: 2024/25
- Обладатель Суперкубка Турции: 2023